# Église Saint-Étienne de Servion
L'église Saint-Étienne de Servion est une église située à Rouvroy-sur-Audry, en France.

## Description

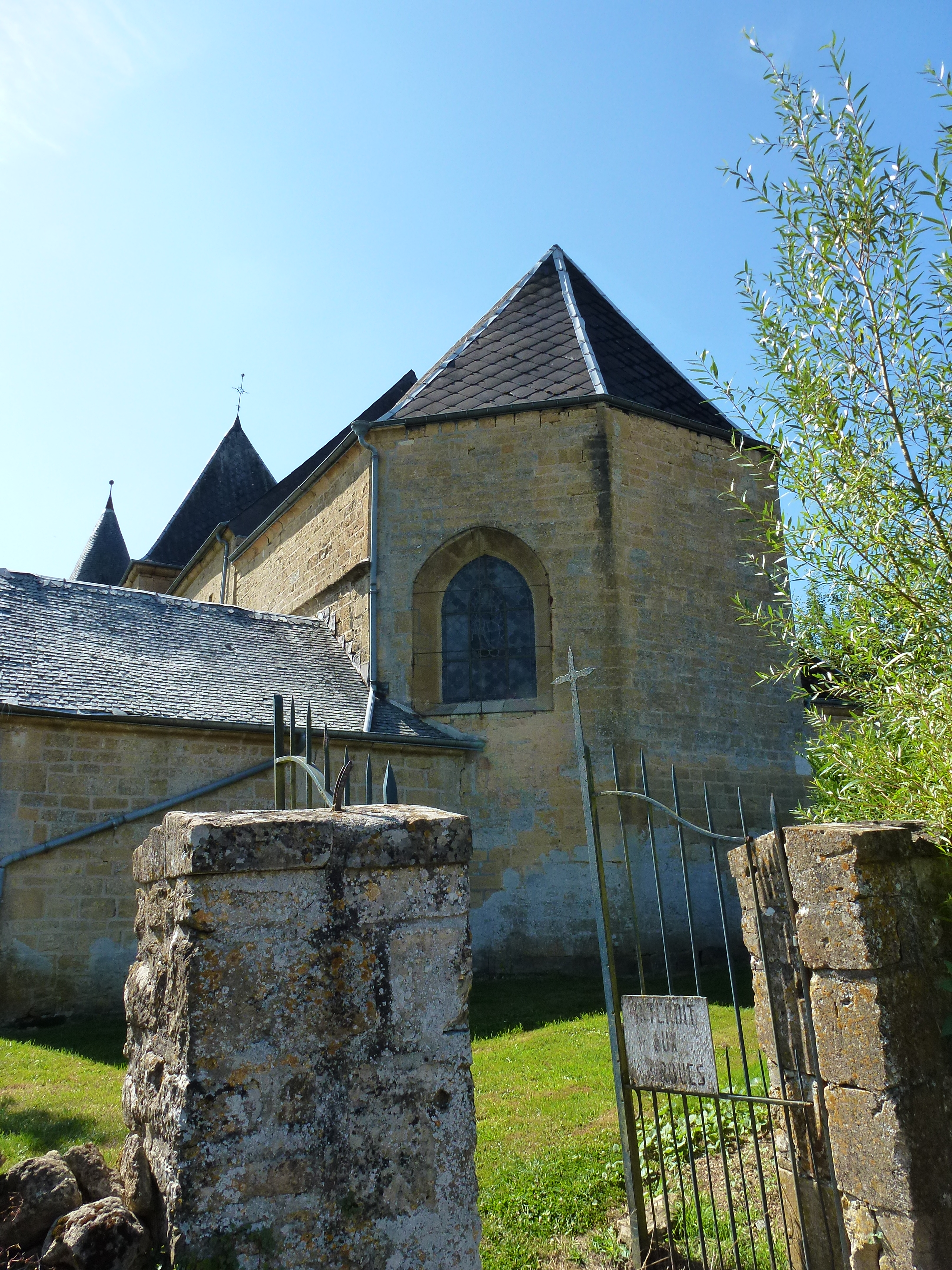

L'église de Servion fait partie du circuit des églises fortifiées de la Thiérache. Ses fortifications  datent du XVe siècle. 
Elle a comme principale particularité une tour-porche de plan carré, flanquée de deux tours d'angles rondes, elles-mêmes percées de canonnières. La tour ronde nord comporte deux casemates superposées, voûtées en coupoles. La tour sud abrite un escalier à vis donnant accès aux deux étages de la tour-porche. Et à l'intérieur, une salle voûtée avec croisée d'ogives prenant appui au milieu des murs (et non dans les angles). Il faut noter également une stèle gallo-romaine (pierre réutilisée ?), mise à jour le 4 septembre 1970 dans des travaux préalables à une réfection. Cette stèle mesure 0,96 cm de haut, 0,71 de large et 0,34 d'épaisseur. Elle est sculptée, représentant un homme et une femme. 
Parmi le mobilier de l'église, on peut noter un maître-autel à quatre colonnes corinthiennes de pierre peinte, du XVIIIe siècle.
Elle abrite un centre culturel animé par l'association des Compagnons de Saint-Etienne.

## Localisation
L'église est située sur la commune de Rouvroy-sur-Audry, dans le département français des Ardennes.

L'accès à l'église depuis le centre du village se fait en empruntant une ruelle montant entre les maisons se prolongeant entre des haies.

## Historique
L'église et ses fortifications datent du XVIe siècle. Le portail a été refait en 1829.
Le Clocher-porche est classé au titre des monuments historiques en 1981 et le reste de l'église est inscrit la même année.

## Galerie

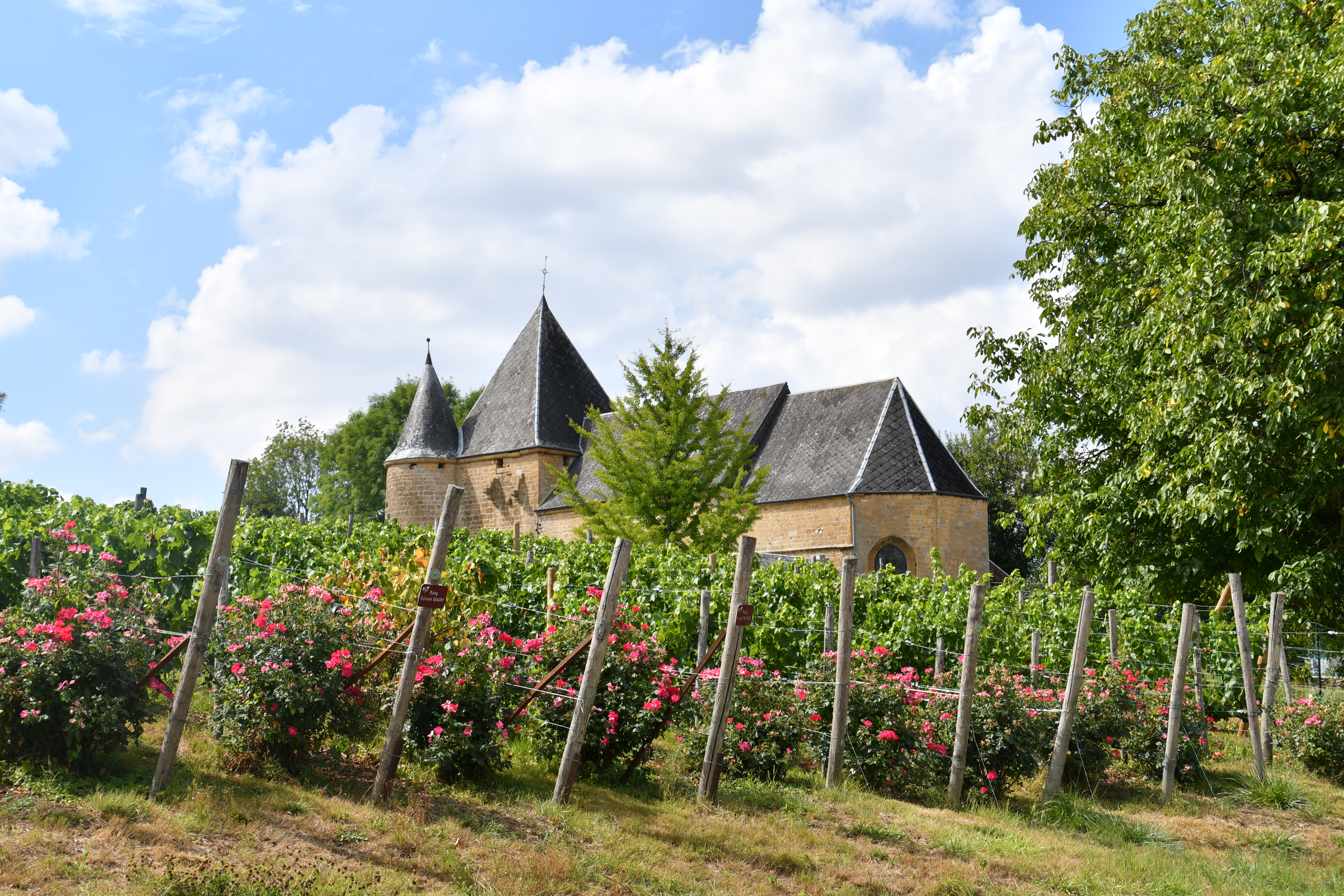
L'église et le vignoble de Servion
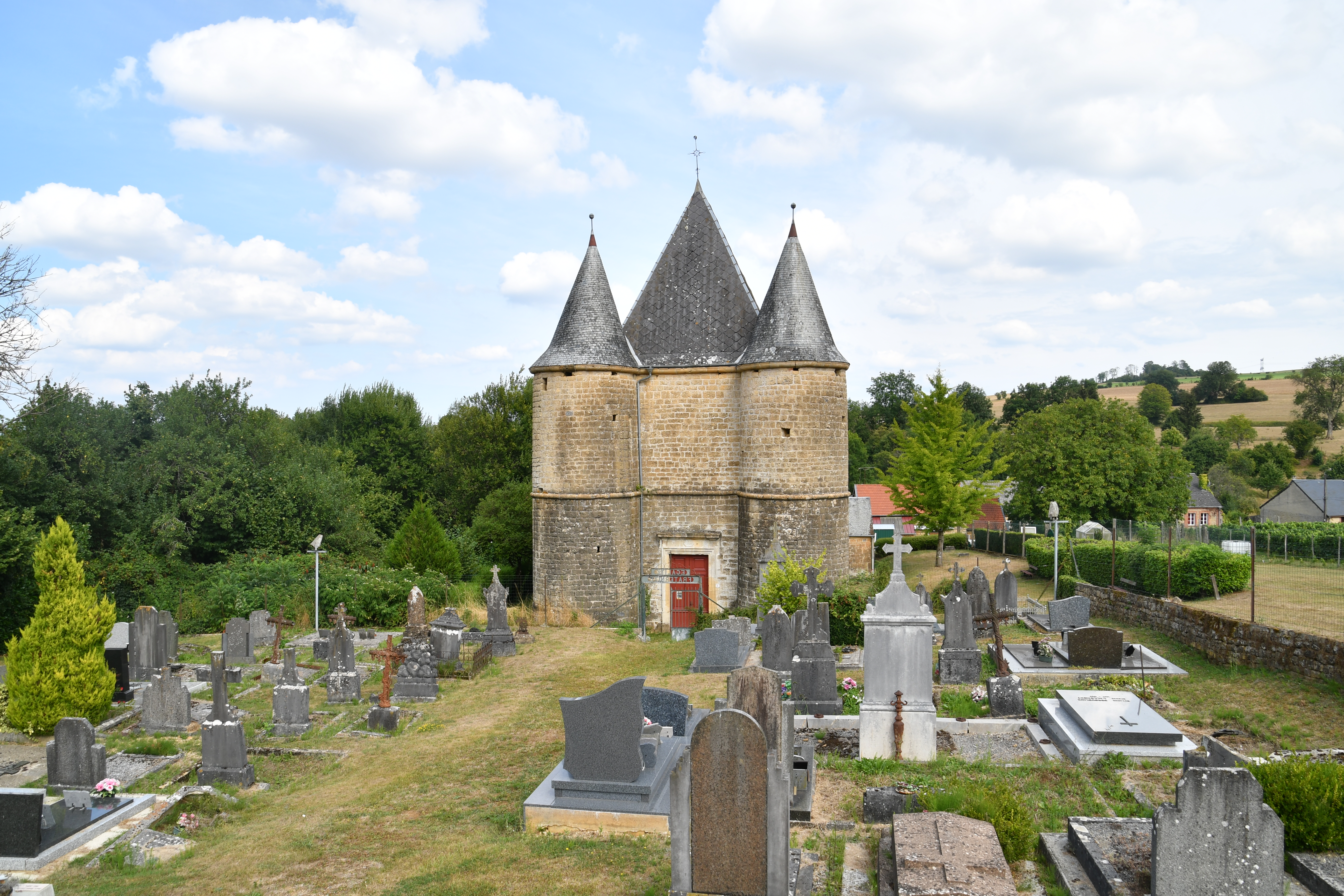
Église et cimetière de Servion